# М-501
М-501 — авиационный и судовой звездообразный дизельный двигатель водяного охлаждения с турбонаддувом, семиблочная звезда по шесть цилиндров в ряд. Турбокомпрессор с реактивным соплом, помимо наддува в цилиндры, давал прирост мощности двигателя за счёт реактивной тяги 205 кгс.
Работы по двигателю в СССР велись на заводе № 500, под руководством В. М. Яковлева. Сам Яковлев писал в 1947 году в Минавиапром и настаивал на том, чтобы завод отказался от работ по дизелю ЮМО-224 немецкого производства, чтобы дать ему сосредоточиться на работе над М-501. Однако, несмотря на провал планов работ по ЮМО-224, Яковлеву пришлось продолжать работу над другим проектом — турбореактивным двигателем РД-500 на базе английского «Дервент-5».
Двигатель М-501 планировалось использовать при создании семейства сверхтяжелых дальних бомбардировщиков. Проект 487 подразумевал создание бомбардировщика с двигателем М-501, позволяющим обеспечить максимальную дальность полёта 14 000-15 000 км. Работа над двигателем была закончена в 1953 году. Однако, несмотря на принятие двигателя в серию, его производство не было начато, так как строительство тяжёлых бомбардировщиков с такими моторами отменили.
Не имея возможности использовать прошлые наработки, Яковлев решает переехать в Николаев и там продолжает работу над двигателем М-501 применительно к судовым установкам. Двигатель широко использовался на кораблях ВМФ СССР, а также на судах на подводных крыльях.